# Baton Rouge Pro Tennis Classic 2008
Il Baton Rouge Pro Tennis Classic 2008 è stato un torneo di tennis facente parte della categoria ATP Challenger Series nell'ambito dell'ATP Challenger Series 2008. Il torneo si è giocato a Baton Rouge negli Stati Uniti dal al aprile 2008 su campi in cemento e aveva un montepremi di $50 000.

## Vincitori

### Singolare
Bobby Reynolds ha battuto in finale  Igor' Kunicyn con il punteggio di 6–3 6(3)–7 7–5

### Doppio
Phillip Simmondsi /  Tim Smyczek hanno battuto in finale  Ryan Harrisoni /  Michael Venus con il punteggio di 2–6 6–1 (10-4)